# Robert Mapplethorpe
Robert Mapplethorpe (Floral Park, New York, 1946. november 4. – Boston, Massachusetts, 1989. március 9.) amerikai fotóművész. Legtöbb alkotása erősen stilizált fekete-fehér portré, de gyakran fényképezett virágokat és férfiaktokat is. Homoerotikus töltetű képei kapcsán komoly társadalmi vita bontakozott ki.

## Élete

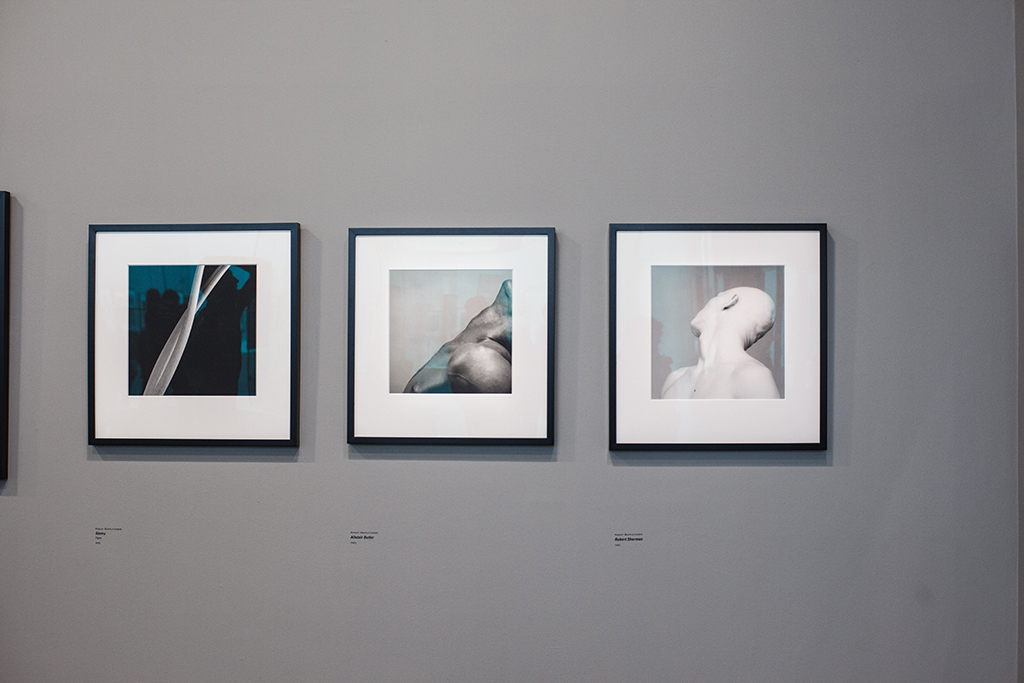
Kiállítás a műveiből

Angol-ír családban született. 1963 és 1970 között a brooklyni Pratt Institute-ban tanult festészetet és szobrászatot, bár diplomát sohasem szerzett.
Fényképészettel a hetvenes évek elején kezdett foglalkozni, Andy Warhol Interview c. magazinjának állandó munkatársa lett. Első komolyabb kiállítására 1977-ben került sor. A halálát megelőző évben olyan neves múzeumokban nyíltak meg kiállításai, mint az amszterdami Stedelijk Museum, a New York-i Whitney Múzeum, valamint a londoni National Portrait Gallery.
Homoszexualitásának felvállalása hosszú éveket vett igénybe, Patti Smith énekesnőhöz fűződő kapcsolata után azonban figyelme egyre inkább a férfiak felé fordult.
1989-ben AIDS-hez köthető betegségben hunyt el.